# Mauritia flexuosa
Pour les articles homonymes, voir Moriche.
Espèce
Classification phylogénétique
Le Palmier-bâche ou Aguaje (Mauritia flexuosa) est une espèce de plantes à fleurs de la famille des Arecaceae (les palmiers), aux fruits comestibles.

## Description

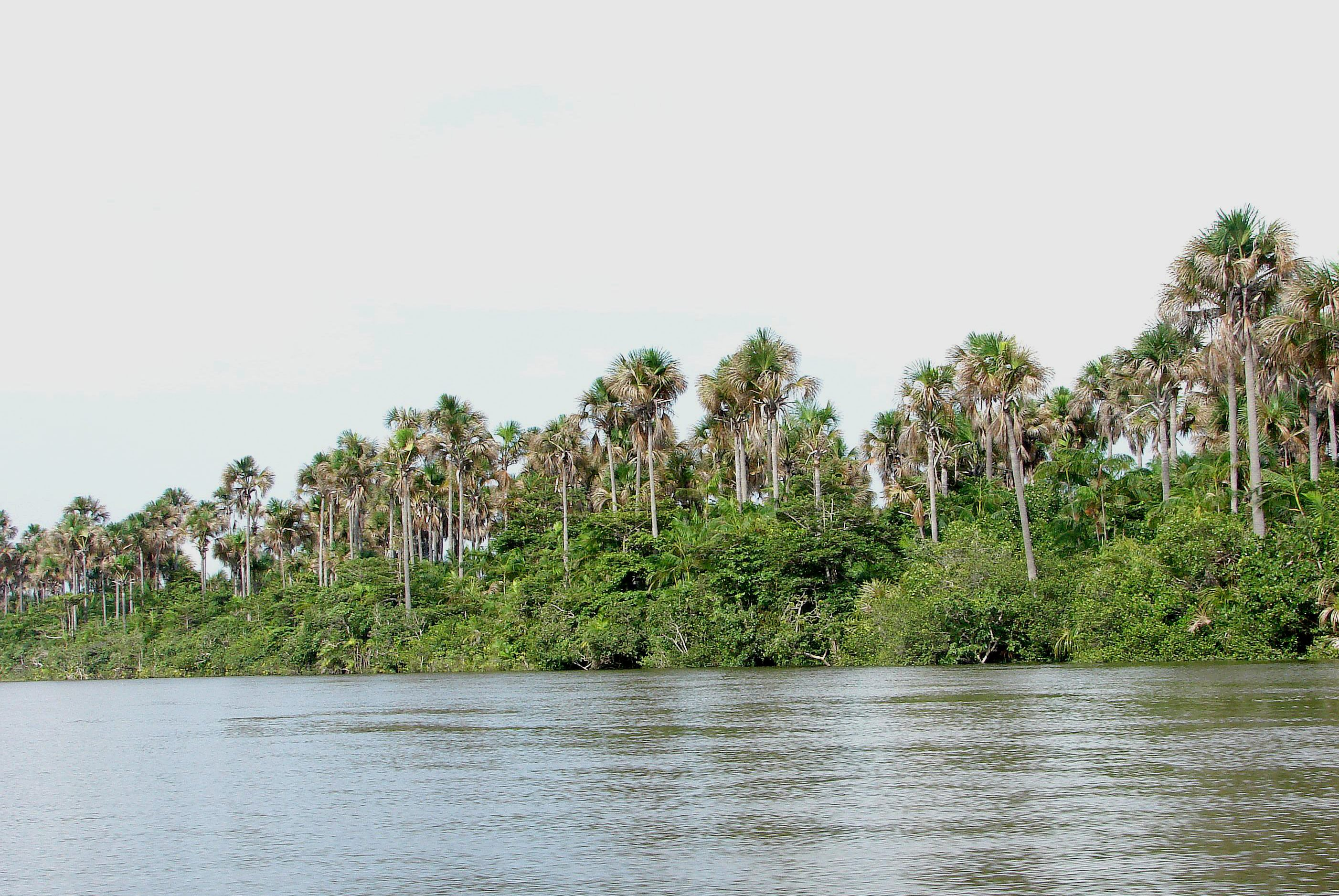
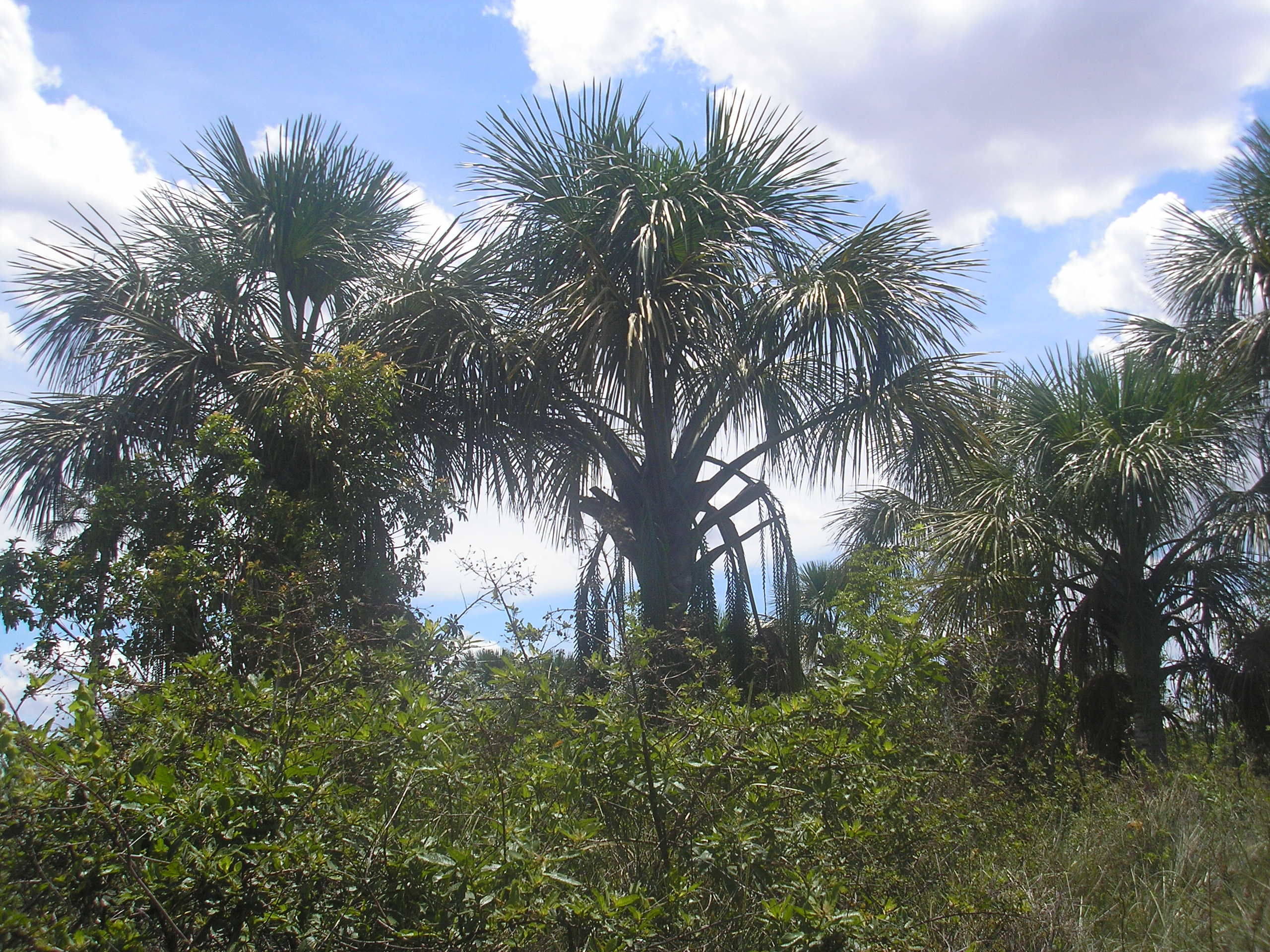
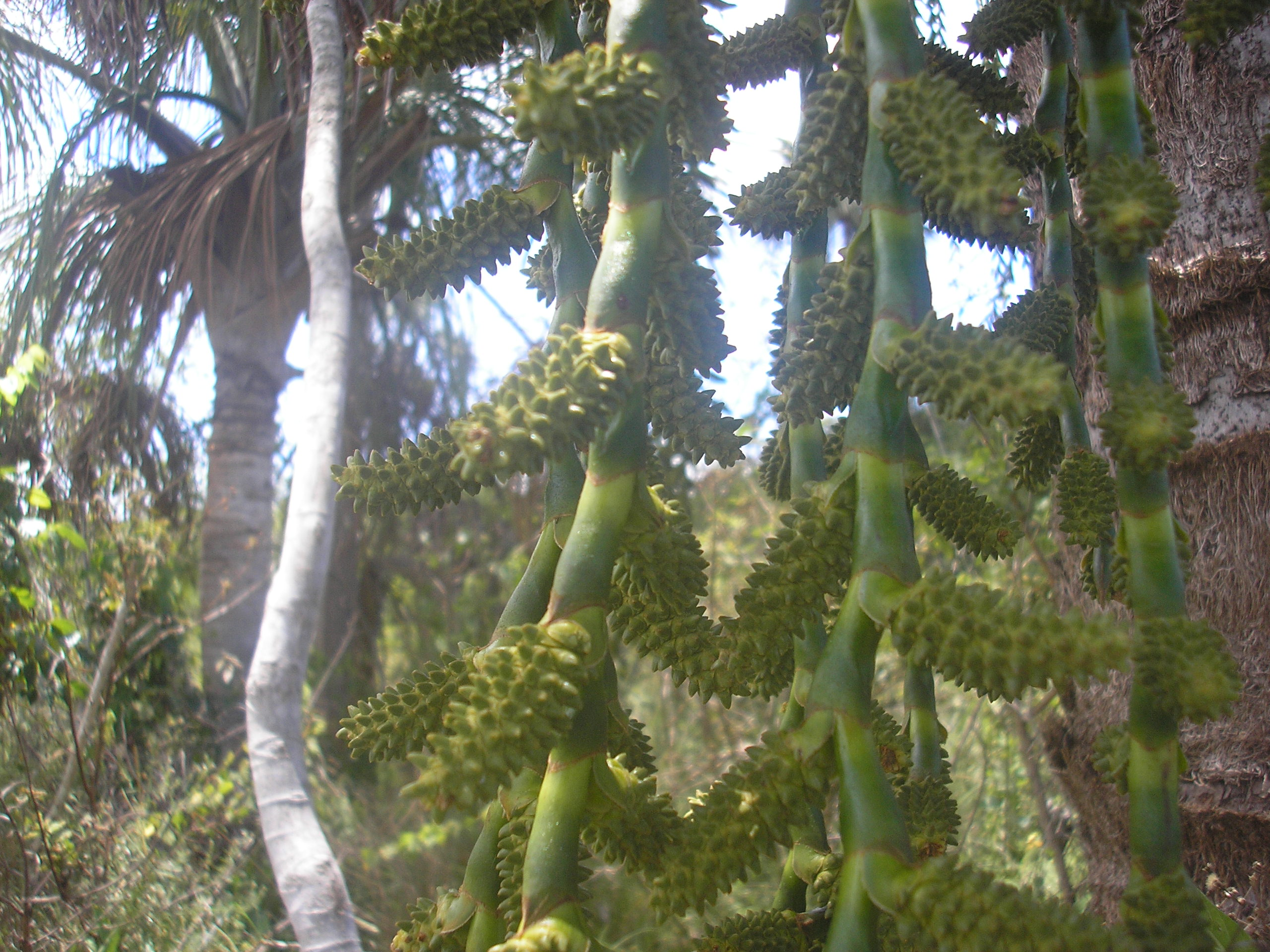
Fleurs
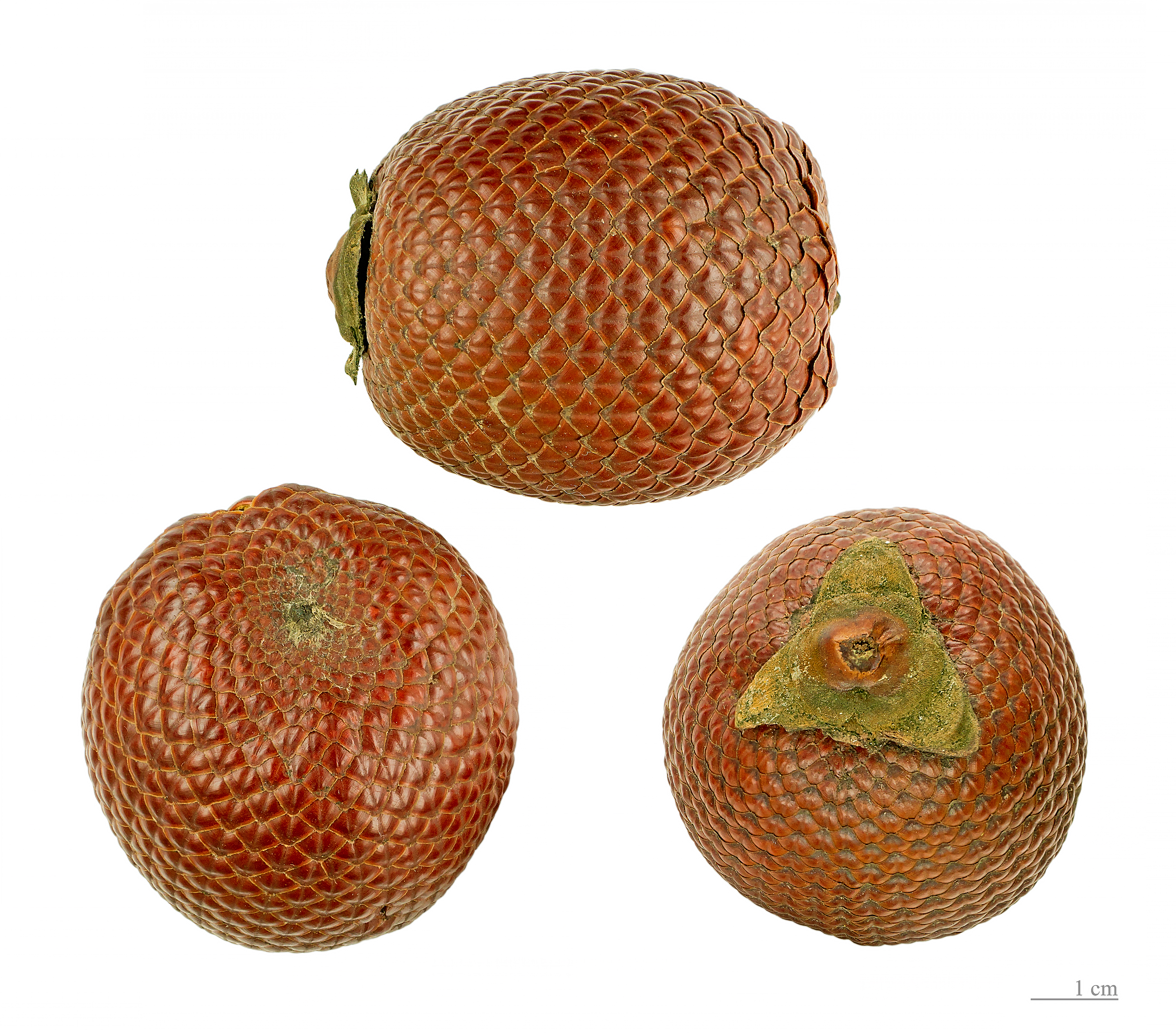
Fruit du Palmier-bâche Muséum de Toulouse.
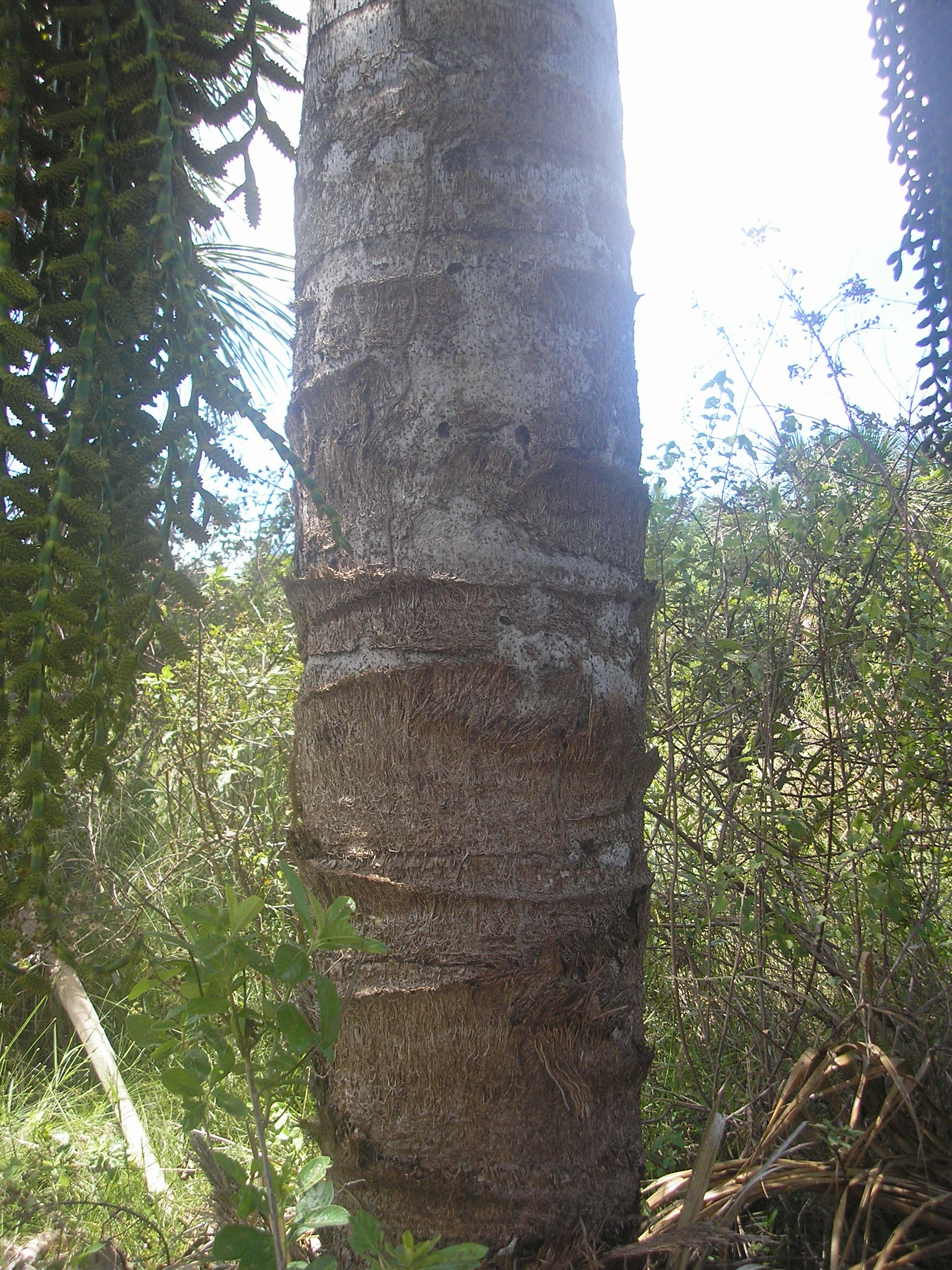
Tronc

## Répartition
Nord de l'Amérique du Sud : forêt amazonienne brésilienne, colombienne et péruvienne, bassin de l'Orénoque et île de la Trinité.

## Écologie
Zones marécageuses.

## L'espèce et l'Homme

### Utilisation

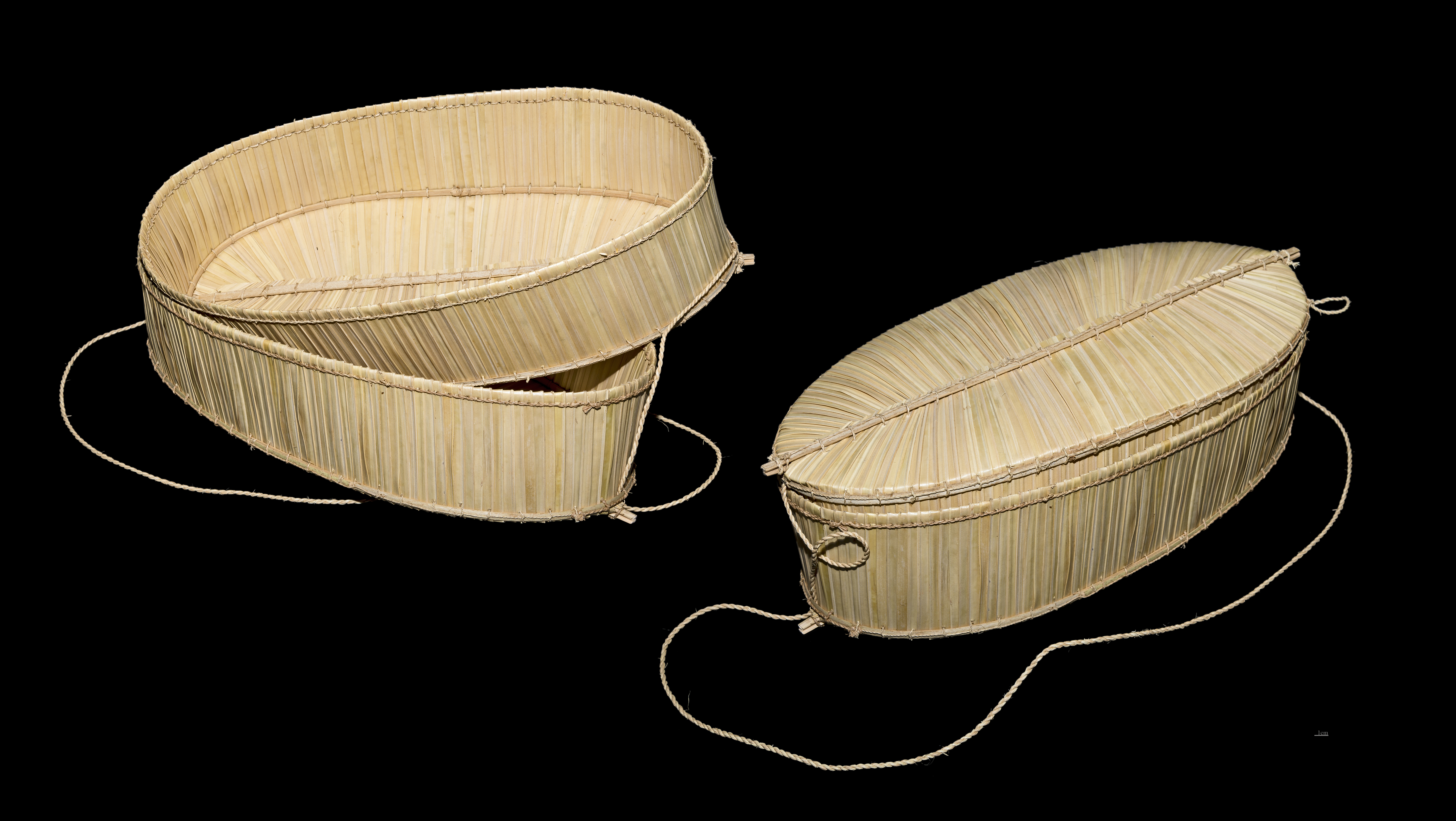
Panier à couvercle "Warabahu" culture Karajá MHNT.

En dehors des fruits comestibles, on utilise également sa fibre et ses feuilles pour la couverture des habitations, pour fabriquer des chapeaux, des cordes, des hamacs, et des ficelles pour les jeux de ficelle, et la moelle des pétioles pour faire des bouchons.

### Noms vernaculaires
En Guyane Française, il est appelé palmier-bache. Ce palmier est appelé aguaje en espagnol de Colombie et du Pérou, buriti, canangucho en espagnol de Colombie et de l'Équateur, ou encore morete en Equateur, inajazeiro en portugais, moriche en espagnol de Colombie et du Venezuela  et ite en anglais de Guyana.

### Philatélie
Représenté sur un timbre du Brésil émis en 2006 et consacré au Parc national de la Chapada dos Veadeiros.

### Histoire
Il est appelé « arbre de vie » par Humboldt qui le décrit comme une espèce « clé de voute » pour l'écosystème.